# Alen Stevanović
Alen Stevanović, född 7 januari 1991, är en serbisk fotbollsspelare.
Alen Stevanović spelade 3 landskamper för det serbiska landslaget.